# Just Keep Eating
Just Keep Eating è il primo ed unico album in studio del gruppo noise rock statunitense Scratch Acid, pubblicato nel 1986.

## Tracce
Side 1
1. Crazy Dan – 4:13
2. Eyeball – 2:06
3. Big Bone Lick – 3:48
4. Unlike a Baptist – 2:28
5. Damned for All Time – 2:01
6. Ain't That Love – 2:17
7. [untitled] – 0:31

Side 2
1. Holes – 2:00
2. Albino Slug – 3:26
3. Spit a Kiss – 2:02
4. Amicus – 3:15
5. Cheese Plug – 2:45
6. [untitled] – 2:20

## Formazione
- Brett Bradford – chitarra, voce in Holes
- David Wm. Sims – basso, piano, chitarra in Holes
- Rey Washam – batteria, piano in Ain't That Love, Holes e Cheese Plug
- David Yow – voce, basso in Holes